# Leptocera velutina
Leptocera velutina är en tvåvingeart som beskrevs av Seguy 1933. Leptocera velutina ingår i släktet Leptocera och familjen hoppflugor. Inga underarter finns listade i Catalogue of Life.